# Barbara
Barbara (nacida como Monique Andrée Serf, París, 9 de junio de 1930-Neuilly-sur-Seine, 24 de noviembre de 1997) fue una cantante y compositora francesa.
Su nombre artístico, Barbara, fue tomado de su abuela Varvara Brodsky, judía rusa nacida en Odesa (Ucrania, en la actualidad).

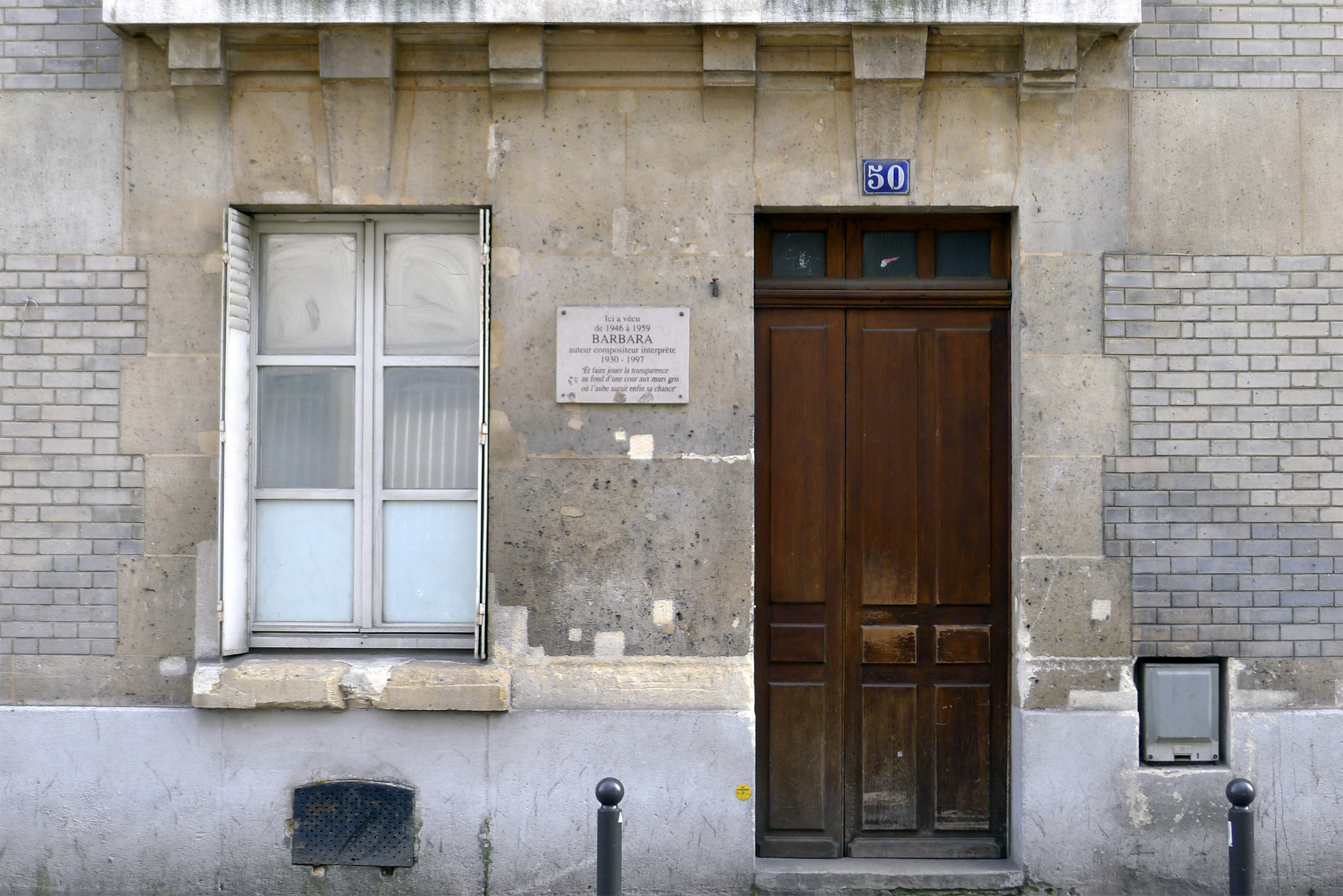
Rue Vitruve, n°50 (Paris XXe) donde vivió Barbara de 1946 a 1959

## Biografía
De 1950 al 1952 vivió en Bruselas, y estudió en el colegio NSM donde se convirtió en miembro de la comunidad artística. Después de unos comienzos difíciles en diversos cabarés belgas, se presentó en París, en L’Ecluse, en 1958. En aquella época se acompañaba al piano e interpretaba canciones de Georges Brassens, Jacques Brel y autores de principios de siglo, sobre todo Xarnof (autor del “Fiacre”) y Fragson. Empezó a cantar sus propias composiciones y el éxito llamó a su puerta a comienzos de la década de 1960 con una de las canciones más conocidas de su discografía: Dis, quand reviendras-tu? (1963). De esta forma, pasó de los cabarés a los grandes teatros: la Sala Bobino, después el Olympia de París y más adelante el Zénith. Sus amigos, pintores y escritores, convirtieron una casa antigua en estudios con un vestíbulo para conciertos donde Barbara interpretaba al piano las canciones de Édith Piaf, Juliette Gréco y Germaine Montero..

## Primeros éxitos
En octubre de 1953 se casa con Claude Juan Lucas Sluys, un belga estudiante de Derecho del que se separa en 1956. De regreso a París conoció a Jacques Brel, con quien entabló gran amistad e interpretaría varias de sus canciones. Más tarde fue presentada a Georges Brassens. Ofreció por entonces presentaciones en pequeños cabarés donde comenzó a congregar un público fiel, en particular entre los estudiantes del barrio latino de París. En 1957, regresó a Bruselas para grabar su primer disco, pero no fue antes de 1961 que conocería la fama, comenzando a actuar en la Sala Bobino en Montparnasse. Sus grabaciones fueron muy apreciadas pero no así su aspecto, considerado siniestro por algunos. Continuó en pequeños clubes y, dos años más tarde, actúa en el Teatro de Capucines. Barbara supo cautivar la atención de audiencia y crítica con un nuevo repertorio. A partir de entonces su carrera se afianza y firma un contrato con la empresa Philips.

## Influencia musical
Aunque influida por compositores como Mireille y Charles Trenet, dos de las estrellas más grandes de la época, su capacidad de escribir sus propias canciones reforzó su imagen. Su lírica, aspecto dramático, y la profundidad de la emoción en su voz le aseguró un público que le siguió fielmente durante treinta años. Sus canciones más famosas fueron "Ma plus belle histoire d’amour", "Dis, quand reviendras-tu?", "El águila negra", "La solitude" y "Une petite cantate".
En 1965, su álbum "Barbara canta a Barbara" obtuvo gran éxito comercial y ganó el Premio de la Academia Charles Cros. En la ceremonia, Barbara partió el trofeo en varios pedazos que distribuyó entre los técnicos para mostrarles su gratitud. Comenzó entonces a repartir su dinero y usar su fama para socorrer a niños en condiciones miserables.
En 1969, anunció que incursionaría en la actuación. Su papel principal fue en la comedia musical "Señora", de Albert Willemetz, donde aparecía disfrazada de travesti. En 1972 participó junto a Jacques Brel en la película titulada Franz, dirigida por el mismo Brel, para la que Barbara escribe la melodía principal. Dos años más tarde apareció en "El ave rara" realizada por Jean-Claude Brialy. Su última aparición fue en 1977 en "Nací en Venecia", una producción del bailarín y coreógrafo Maurice Béjart, gran amigo de la cantante.

## La canción "Göttingen"
A principios de julio de 1964, Barbara llegó al Teatro de los Jóvenes de Göttingen (Gotinga) como invitada donde cantó la canción que lleva el nombre de la ciudad, como símbolo de la insensatez de la guerra. La pieza fue muy popular en Francia e hizo una contribución significativa al entendimiento franco-alemán y en particular a la fama de esa ciudad universitaria en Francia. En 2003 citó el canciller alemán Gerhard Schröder  el texto de esta canción en su discurso al 40 aniversario del Tratado del Elíseo en una reunión conjunta del Bundestag alemán y la Asamblea Nacional francesa en el Palacio de Versalles.
Por su contribución al entendimiento entre ambos países a raíz de esa canción recibió en 1988 la Orden del Mérito de la República Federal de Alemania, la medalla de la ciudad y hoy una calle lleva su nombre.

## Últimos años
Su carrera musical siguió en los años 70: apareció en una emisión de variedades en la televisión con Johnny Hallyday y estuvo de gira por Japón, Canadá, Bélgica, Israel, Países Bajos y Suiza. En 1981, su álbum "Única" fue líder de ventas y al año siguiente le otorgaron el Premio al Mejor Disco en reconocimiento a su contribución a la cultura francesa. En 1982 viajó a Nueva York para interpretar al piano en el Metropolitan Opera una canción durante la presentación de un ballet con Mijaíl Barýshnikov. Barbara mantuvo una relación laboral muy estrecha con la estrella cinematográfica Gérard Depardieu, habiendo coescrito con Lucas Plamondon la música para la obra "Lily Passion", en la cual actuaba Depardieu.
A finales de los años 1980 participó activamente en colectas de financiación para el tratamiento del Sida. En 1988 le fue otorgada la Orden de la Legión de Honor de la República Francesa. Enferma, consagró su tiempo a la redacción de sus memorias, hasta que falleció por problemas respiratorios. En estas memorias, publicadas en 1998, revela haber sufrido el incesto de su padre, el cual abandonó luego a su familia. Evocó simbólicamente este asunto en la letra de "El águila negra". Su cuerpo descansa en el cementerio de Bagneux en Montrouge, al sur de París.
En 1998 el Ayuntamiento de la ciudad de Saint-Marcellin, donde Barbara y su familia se refugiaron durante la ocupación nazi, decidió dar el nombre de la célebre cantante a un jardín de la ciudad. Posteriormente, la Municipalidad organizó también una serie de actividades sobre Barbara.
Reconocida como una gran figura de la canción francesa, compuso numerosas canciones calificadas como obras maestras, entre las que se encuentran Gotinga, Attendez que ma joie revienne, Marienbad, Une petite cantate, y Ma plus belle histoire d’amour, esta última considerada su canción fetiche.
En 2010, durante la 29e Fête de la musique, Frédéric Mitterrand creó el Prix Barbara, en su honor.

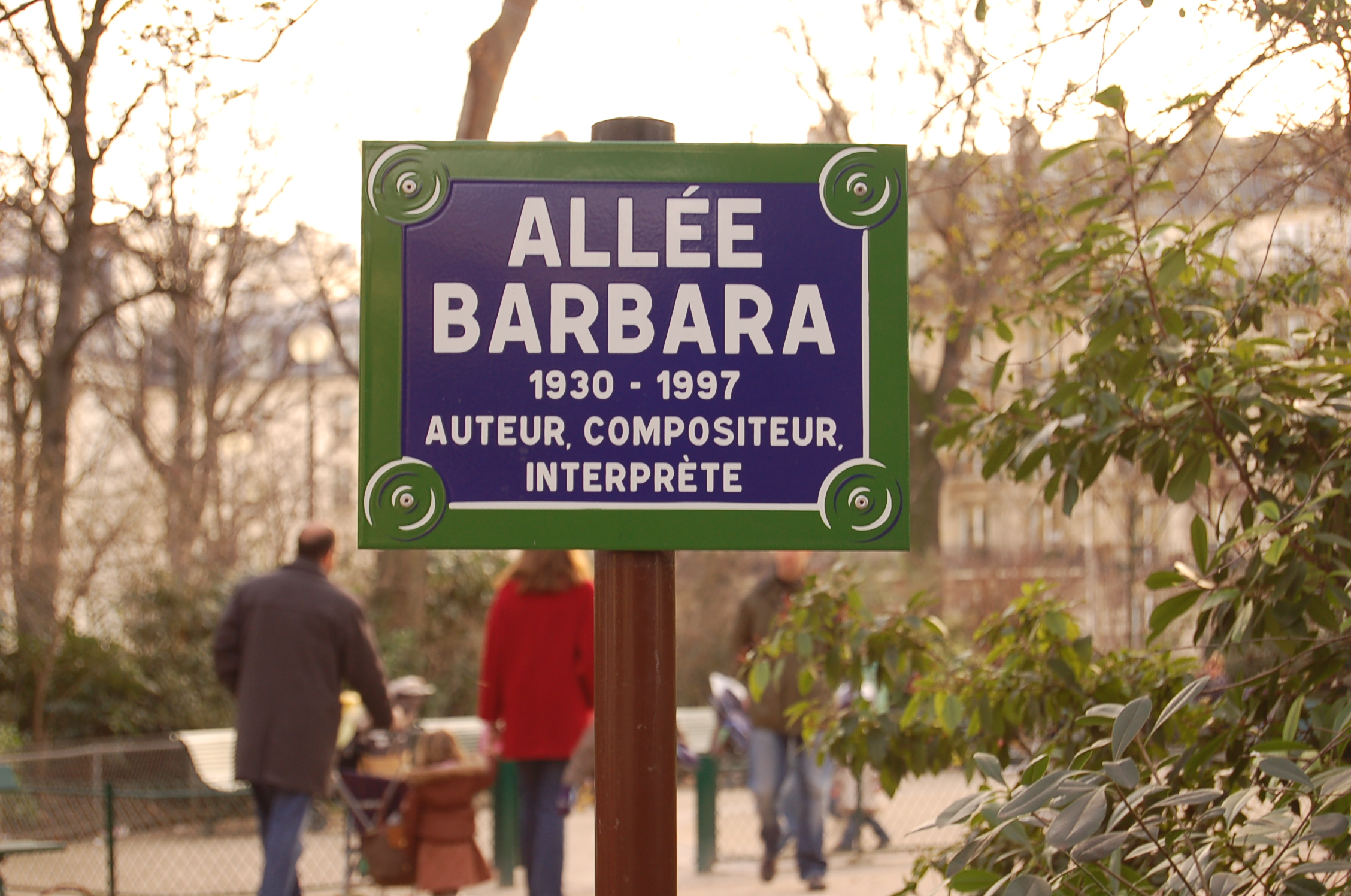

## Filmografía y videografía
- 2000: Barbara à Pantin, 1981, Guy Job, DVD Universal.
- 2000: Au Châtelet, 1987, Guy Job, DVD Universal.
- 2004: Une longue dame brune
- 2006: Brel, Barbara, une chorégraphie de Maurice Béjart, DVD 2005, théâtre Métropole de Lausanne.
- 2017: Barbara, au-delà des apparences. 2017.
- 1971: Aussi loin que l’amour, Frédéric Rossif. 1971.
- 1972 : Franz, Jacques Brel. 1972.
- 1973 : L'Oiseau rare, Jean-Claude Brialy.

## Premios y distinciones
- 1960 : Grand Prix du disque de l’Académie Charles-Cros, por Barbara chante Brassens.
- 1965 : Grand Prix international du disque de l’Académie Charles-Cros por Barbara chante Barbara.
- 1982 : Grand Prix National de la Chanson
- 1988 : Chevalier de la Légion d’honneur
- 1988 : Orden del Mérito de la República Federal de Alemania
- 1988 : Médaille d’honneur de Göttingen.
- 1994 : Victoire de la musique, Châtelet 93.
- 1997 : Victoire de la musique, Barbara.